# コヴァーチ・デーネシュ
コヴァーチ・デーネシュ（Kovács Dénes, 1930年4月18日 - 2005年2月11日）は、ハンガリーのヴァイオリン奏者。

## 経歴
1930年、ヴァーチ生まれ。5歳の頃からラドシュ・デジェーの下でヴァイオリンを学び、14歳でリスト音楽院でザトゥレツキー・エデの薫陶を受けた。1951年から1961年までハンガリー国立歌劇場のコンサートマスターを務め、1955年にはカール・フレッシュ国際ヴァイオリン・コンクールで優勝している。
1957年より亡くなるまで母校のリスト音楽院で教鞭をとり、1967年から母校の事務局長、1971年から1980年まで学長を務めた。
2005年にブダペストにて死去した。

## 註
1. ↑  hvg.hu
2. ↑  Zeneakad mia